# Hicksonella expansa
Hicksonella expansa är en korallart som beskrevs av Philip Alderslade 1986. Hicksonella expansa ingår i släktet Hicksonella och familjen Gorgoniidae. Inga underarter finns listade i Catalogue of Life.